# Oligembia cristobalensis
Oligembia cristobalensis is een insectensoort uit de familie Teratembiidae, die tot de orde webspinners (Embioptera) behoort. 
Oligembia cristobalensis is voor het eerst wetenschappelijk beschreven door Mariño & Márquez in 1982.